# リバデオ
リバデオ（Ribadeo）は、スペイン・ガリシア州ルーゴ県のムニシピオ（基礎自治体）。コマルカ・ダ・マリーニャ・オリエンタルに属す。ガリシア統計局によれば、2012年の人口は10,061人（2011年：10,023人、2009年：9,983人）。住民呼称は、男女同形のribadense。
ガリシア語話者の自治体住民に占める割合は91.64%（2001年）。

## 地理
リバデオはルーゴ県の北東部に位置し、コマルカ・ダ・マリーニャ・オリエンタルに属する。北は大西洋（カンタブリア海）に面し、東はリア・デ・リバデオ、エオ川をはさんでアストゥリアス州（カストロポルとベガデオ）と、南はトラバーダと、西はバレイロスの各自治体と隣接する。
アマモ、Zostera noltiiの藻場があるリア・デ・リバデオはオナガガモなどのカモと渉禽類の生息地で、漁業とカキ、二枚貝の養殖が行われる。1994年にラムサール条約登録地となった。
リバデオはモンドニェード司法管轄区に属す。

### 人口
住民は12の教区の135の地区（集落）に居住する。
| リバデオの人口推移 1900－2010                           |
|                                                         |
| 出典:INE（スペイン国立統計局）1900年 - 1991年、1996年 - |

## 交通
N-634号線はリア・デ・リバデオにかかるサントス橋（Ponte dos Santos）でアストゥリアス州とつながっており、海岸地帯を経てフォス、フェロル、ア・コルーニャ、サンティアゴ・デ・コンポステーラへと至っている。スペイン狭軌鉄道（FEVE）によってヒホン、オビエドともつながっている。

## 政治
自治体首長はガリシア民族主義ブロック（BNG）のフェルナンド・スアーレス・バルシア（Fernando Suárez Barcia）、自治体評議員は、ガリシア民族主義ブロック：7、ガリシア国民党（PPdeG）：4、UPRI（Unión do Pobo Ribadense、リバデオ住民連合）：1、ガリシア社会党（PSdeG-PSOE）：1となっている（2011年5月22日の自治体選挙結果、得票順）。
| 1999年6月13日自治体選挙 |        |        |          |
| 政党                    | 得票数 | 得票率 | 獲得議席 |
| PPdeG                   | 3,006  | 53.90% | 8        |
| BNG                     | 1,394  | 25.00% | 3        |
| PSdeG-PSOE              | 980    | 17.57% | 2        |
| EU-IU                   | 113    | 2.03%  | 0        |

| 2003年5月25日自治体選挙 |        |        |          |
| 政党                    | 得票数 | 得票率 | 獲得議席 |
| PPdeG                   | 2,597  | 42.98% | 6        |
| PSdeG-PSOE              | 1,941  | 32.13% | 4        |
| BNG                     | 1,408  | 23.30% | 3        |

| 2007年5月27日自治体選挙 |        |        |          |
| 政党                    | 得票数 | 得票率 | 獲得議席 |
| BNG                     | 1,927  | 30.70% | 4        |
| PPdeG                   | 1,815  | 28.92% | 4        |
| PSdeG-PSOE              | 1,530  | 24.37% | 3        |
| UPRI                    | 899    | 14.32% | 2        |

| 2011年5月22日自治体選挙 |        |        |          |
| 政党                    | 得票数 | 得票率 | 獲得議席 |
| BNG                     | 2,701  | 44.12% | 7        |
| PPdeG                   | 1,897  | 29.35% | 4        |
| UPRI                    | 742    | 12.12% | 1        |
| PSdeG-PSOE              | 735    | 12.01% | 1        |

## 名所・観光
- カテドライス海岸（ガリシア語版）（Praia das Catedrais） - アウガス・サンタス海岸とも呼ばれる。ア・デベーサ教区にある景勝地。浸食された崖となっており、シュンタ・デ・ガリシア（ガリシア自治政府）によって天然記念物に指定されている。
- イバニェス館（ガリシア語版）（Pazo de Ibáñez） - 18世紀に陶器のサルガデーロスを創設したアントーニオ・ライムンド・イバニェス（ガリシア語版）（Antonio Raimundo Ibáñez Llano y Valdés）、サルガデーロス侯爵の館。
- インディアーノの家（ガリシア語版）（Casas de Indianos） - インディアーノの家とは、かつてインディアスと呼ばれた新大陸アメリカに移民し、成功。彼らが送金した金によって建てられた家である。当時アメリカへの移民者はインディアーノと呼ばれたため、この名称で呼ばれる。リバデオにはいくつものインディアーノの家がある。

## 教区
リバデオは12の教区に分けられる。
- アランテ（サン・ペドロ）
- セドフェイタ（サンタ・マリーア・マダレーナ）
- コウシェーラ（サンティアーゴ）
- コベーラス（サン・ビセンテ）
- ア・デベーサ（サンタージャ）
- オベ（サン・ショアン）
- ピニェイラ（サン・ショアン）
- リバデオ（サンタ・マリーア）
- リンロ（サン・ペドロ）
- サンタージャ・デ・ビラウセンデ（サンタージャ）
- ビラフラミル（サン・ロウレンソ）
- ビラセラン（サンタ・マリーア）